# Dionizy Ludwik Molinos Coloma
Dionizy Ludwik (Mateo Molinos Coloma) (ur. 21 sierpnia 1890 w Forcall; zm. 9 sierpnia 1936 w Traveserres) – hiszpański lasalianin, męczennik, błogosławiony Kościoła katolickiego.

## Życiorys
Urodził się 21 sierpnia 1890 roku. Był zakonnikiem ze zgromadzenia braci szkolnych. W 1936 roku wybuchła wojna domowa w Hiszpanii. Został zamordowany 9 sierpnia 1936 roku.
W dniu 28 października 2007 roku został beatyfikowany przez Benedykta XVI w grupie 497 męczenników.